# 貝雷帽

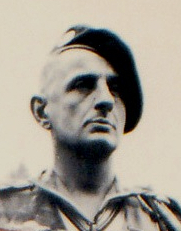
法國將軍馬塞爾·比雅爾頭戴貝雷帽

貝雷帽（法語：Béret；巴斯克語：boina）根據史料紀載，約莫17世紀發源於法國南部與西班牙北部的巴斯克地區，位於西歐庇里牛斯山西端的法國、西班牙的邊境一帶，包括位於法國境內的北巴斯克地區，以及位於西班牙境內的巴斯克自治區、納瓦拉(南巴斯克地區)。該地區為巴斯克人聚居地，通行巴斯克語。
是典型巴斯克人的傳統帽子，當時的農民也很習慣隨身穿戴，甚至在重要節慶活動時，不分男女老幼都會特別穿戴貝雷帽參加。是一種平頂圓形無沿軟帽，早期大部分使用羊毛編織製成，光澤自然、觸感柔細且保暖，一般穿戴的時候，帽子通常會偏向一邊，可依自己的美感需求塑造各種造形。貝雷帽本身屬比較柔軟小巧，可隨意摺或捲起，適合放在包包內隨身攜帶，貼身又實用。
貝雷帽早已成為眾多國家的軍隊及警察單位的制服用帽，頭上戴一頂帥氣的貝雷帽更是精銳部隊象徵標誌之一。

## 軍事用途
世界多國军队自20世纪中期以来就使用贝雷帽作为軍服的一部分，最早使用的是1880年代初期的法国阿尔卑斯山地作战部队（Chasseur Alpin）。军队贝雷帽一般顶部斜向右方，少数欧洲国家為斜向左方。
貝雷帽作為軍服的優點包括廉價、方便大量生產、方便使用不同顏色作為單位區分、易於攜行或者放進袋裡，而且並不妨礙使用耳機等等；缺點是無沿，不能夠遮陽以及風雨。
- 贝雷帽 联合国：维和部队（浅蓝色）

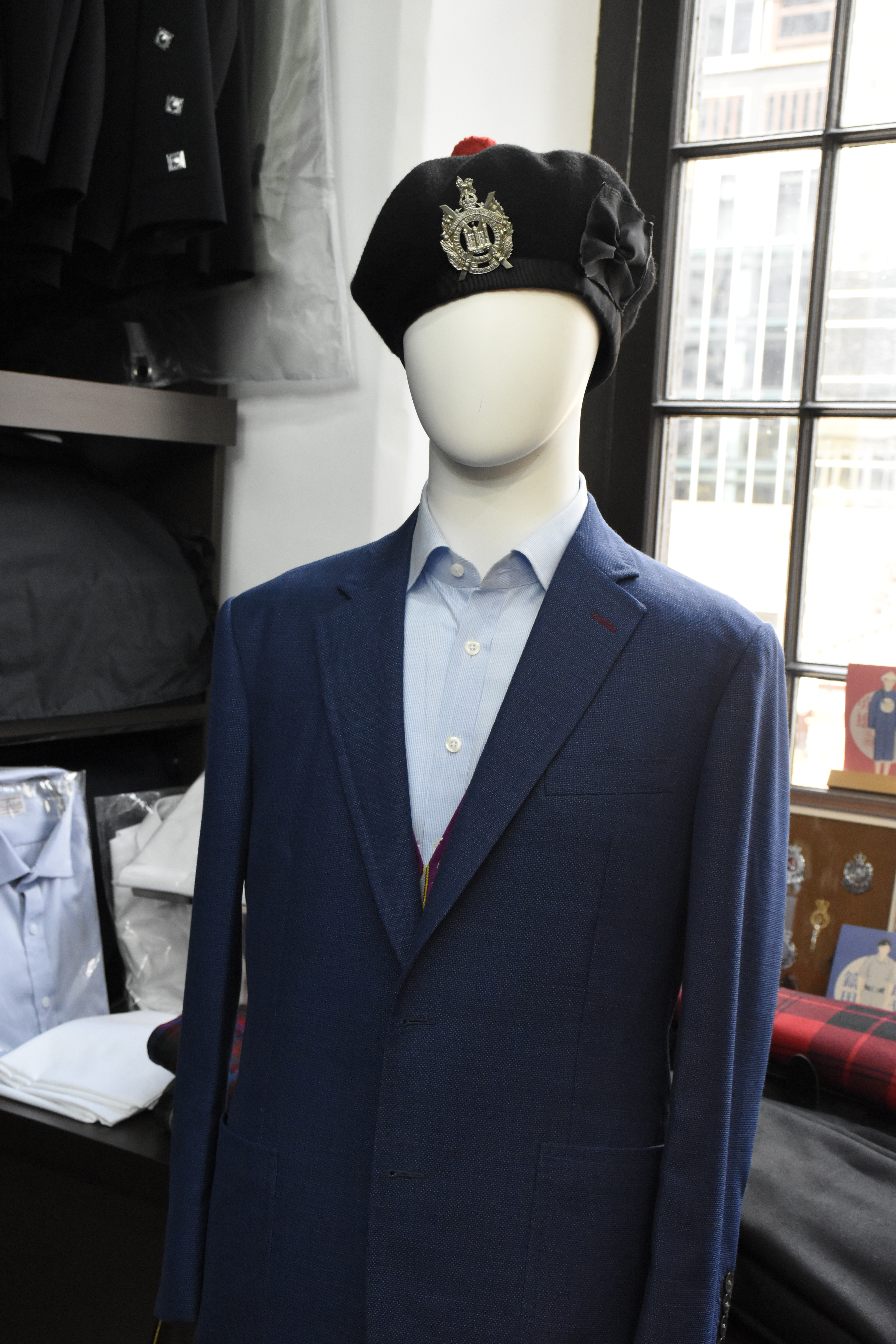
贝雷帽

- 中华人民共和国：1997年7月1日驻香港部队97式貝雷帽。自2000年5月1日起陸海空三軍的夏季常服同時採用99式貝雷帽與傳統大蓋帽[2]。
  - 深棕綠色—陸軍
  - 深藏青色—海軍
  - 深蔚蓝色—空軍
- 大韓民國（韓國、南韓）：
  - 黑色：特戰司令部、預備役軍官訓練團、駐韓美軍附編韓軍
  - 紅色：空軍作戰控制小組（공정통제사；Combat Control Team）
- 英国：皇家海軍陸戰隊（綠色）、空降特勤隊（杏色）
- 法國：空軍、海軍陸戰隊、傘兵
- 美国：
  - 黑色：2000年起陸軍一般單位、空軍戰術空中管制隊[3]
  - 绿色：美國陸軍特種部隊
- 马来西亚 : 馬來西亞陸軍（綠色）
- 俄羅斯：俄羅斯空降軍（天藍色）
- 德国：空降獵兵（紅色）

## 准軍隊組織
- 中华人民共和国
  - 中國人民武裝警察部隊[4]
  - 公安特警隊
- 香港：香港警務處（深藍色）
- 澳門
  - 治安警察局特警隊（暗紅色）
  - 澳門監獄獄警（深藍色）
  - 學警（深藍色）
- 義大利
  - 警察
- 冰島
  - 警察
  - 特警隊
- 马来西亚
  - 馬來西亞皇家警察
- 菲律賓：特警隊
- 波蘭：特警隊
- 葡萄牙
  - 警察
  - 特警隊
- 俄羅斯：特別用途機動單位；黑色
- 中華民國：法務部女性靖安小組（獄警）
- ：特警隊；暗紅色
- 新加坡
  - 特殊戰術與救援部隊
- 南非：特警隊
- 斯里蘭卡：特警隊
- 西班牙和巴斯克地區
- 土耳其：特警隊
- 英国：特警隊
- 德国：德意志聯邦國防軍

## 平民中的貝雷帽
- 部分童軍組織，例如香港、英國、中華民國及日本，使用綠色貝雷帽，香港空童軍灰藍色，深資童軍棗紅色
- 香港聖約翰救傷隊是用黑色貝雷帽
- 馬來西亞聖約翰救護機構是用黑色貝雷帽
- 香港少年領袖團、香港交通安全隊、香港航空青年團、香港紅十字會青年團、醫療輔助隊、民眾安全服務隊和香港海事青年團的制服是用深藍色貝雷帽
- 澳門童軍總會（童軍，深資童軍，各級領袖）是用藍黑色貝雷帽
- 香港少年警訊資深領袖和港鐵附例特檢隊的制服是用紅色貝雷帽
- 臺灣及香港的一些保全公司（如G4S、港鐵物業管理一般保安員職級）員工，仍戴上貝雷帽執行工作
- 香港航海學校的中一至中六學生用黑色貝雷帽
- 香港紅十字會制服團隊，如少年團、青年團、成人團及耆英團
- 貝雷帽亦有平民化時尚款式

## 作为服饰
贝雷帽原本是军队和水手的标志，但随着时间的推移，它逐渐成为平民的时尚选择。这种帽子在20世纪成为了时尚界的一部分，尤其在女性服饰中。在女装中，贝雷帽常常作为时尚配饰出现。它可以搭配各种服饰，从休闲到正式，为整体造型增添了一份轻松和时尚感。由于其简洁而经典的设计，贝雷帽成为了许多女性选择的配饰之一，既兼具实用性又展现了独特的个人风格。